# Герулата
Герулата — римський військовий табір, розташований неподалік нинішнього Русовце, району Братислави, Словаччина. Він був частиною римської провінції Паннонія і був побудований у 2 столітті як частина прикордонної оборонної системи. Його покинули в 4 столітті, коли римські легіони вийшли з Паннонії.
Сьогодні тут знаходиться музей, який є частиною Братиславського міського музею.
Археологи розкопали його залишки, а їхні знахідки виставлені в залі музею, який працює влітку і знаходиться за католицькою церквою Святої Марії Магдалини в місті. Крім залишків римського форуму, у музеї демонструються фрагменти споруд і надгробків, бронзові, залізні, керамічні та кам'яні вироби.
Найкраще збережений об'єкт — чотирикутна будівля довжиною 30 метрів і шириною 30 метрів із товщиною стін 2,4 метра.
У липні 2021 року Герулата була додана до Списку всесвітньої спадщини ЮНЕСКО як частина західного сегмента Дунайського Лимеса Римської імперії .